# 22e étape du Tour de France 1956
Pour un article plus général, voir Tour de France 1956.
La 22e étape du Tour de France 1956 est une course cycliste française qui constitue la dernière étape du 43e Tour de France.
La course s'est déroulée le samedi 28 juillet, part de Montluçon et arrive à Paris pour une distance de 328 kilomètres. L'étape est remportée par l'Italien Gastone Nencini. Le Français Roger Walkowiak conserve la tête du classement général et remporte le Tour de France.

## Classement de l'étape
| \| Classement de l'étape \| Classement de l'étape \| Classement de l'étape \| Classement de l'étape \| Classement de l'étape \| \| Coureur \| Coureur \| Pays \| Équipe \| Temps \| \| --------------------- \| --------------------- \| --------------------- \| ------------------------ \| --------------------- \| \| 1er \| Gastone Nencini \| Italie \| \| \| \| 2e \| Claude Le Ber \| France \| \| \| \| 3e \| Joseph Mirando \| France \| Helyett-Potin-Hutchinson \| \| \| 4e \| Gilbert Desmet \| Belgique \| Bertin - D'Alessandro \| \| \| 5e \| Alessandro Fantini \| Italie \| Atala \| \| \| 6e \| Stan Ockers \| Belgique \| Elvé-Peugeot \| \| \| 7e \| André Darrigade \| France \| Bianchi \| \| \| 8e \| Joseph Thomin \| France \| \| \| \| 9e \| Gerrit Voorting \| Pays-Bas \| Locomotief-Vredestein \| \| \| 10e \| Agostino Coletto \| Italie \| \| \| |                    |          |                          |       |
| |                    |          |                          |       |
| |                    |          |                          |       |
| Classement de l'étape |                    |          |                          |       |
| Coureur | Coureur            | Pays     | Équipe                   | Temps |
| 1er | Gastone Nencini    | Italie   |                          |       |
| 2e | Claude Le Ber      | France   |                          |       |
| 3e | Joseph Mirando     | France   | Helyett-Potin-Hutchinson |       |
| 4e | Gilbert Desmet     | Belgique | Bertin - D'Alessandro    |       |
| 5e | Alessandro Fantini | Italie   | Atala                    |       |
| 6e | Stan Ockers        | Belgique | Elvé-Peugeot             |       |
| 7e | André Darrigade    | France   | Bianchi                  |       |
| 8e | Joseph Thomin      | France   |                          |       |
| 9e | Gerrit Voorting    | Pays-Bas | Locomotief-Vredestein    |       |
| 10e | Agostino Coletto   | Italie   |                          |       |

## Classement général à l'issue de l'étape
| \| Classement général \| Classement général \| Classement général \| Classement général \| Classement général \| \| Coureur \| Coureur \| Pays \| Équipe \| Temps \| \| ------------------ \| ------------------- \| ------------------ \| --------------------------------- \| ------------------ \| \| 1er \| Roger Walkowiak \| France \| \| \| \| 2e \| Gilbert Bauvin \| France \| Saint-Raphaël-R. Geminiani-Dunlop \| \| \| 3e \| Jan Adriaensens \| Belgique \| \| \| \| 4e \| Federico Bahamontes \| Espagne \| Girardengo \| \| \| 5e \| Nino Defilippis \| Italie \| Bianchi \| \| \| 6e \| Wout Wagtmans \| Pays-Bas \| Locomotief-Vredestein \| \| \| 7e \| Nello Lauredi \| France \| \| \| \| 8e \| Stan Ockers \| Belgique \| Elvé-Peugeot \| \| \| 9e \| René Privat \| France \| \| \| \| 10e \| Alves Barbosa \| Portugal \| \| \| |                     |          |                                   |       |
| |                     |          |                                   |       |
| |                     |          |                                   |       |
| Classement général |                     |          |                                   |       |
| Coureur | Coureur             | Pays     | Équipe                            | Temps |
| 1er | Roger Walkowiak     | France   |                                   |       |
| 2e | Gilbert Bauvin      | France   | Saint-Raphaël-R. Geminiani-Dunlop |       |
| 3e | Jan Adriaensens     | Belgique |                                   |       |
| 4e | Federico Bahamontes | Espagne  | Girardengo                        |       |
| 5e | Nino Defilippis     | Italie   | Bianchi                           |       |
| 6e | Wout Wagtmans       | Pays-Bas | Locomotief-Vredestein             |       |
| 7e | Nello Lauredi       | France   |                                   |       |
| 8e | Stan Ockers         | Belgique | Elvé-Peugeot                      |       |
| 9e | René Privat         | France   |                                   |       |
| 10e | Alves Barbosa       | Portugal |                                   |       |